# Tyler Williams
Tyler Williams (Bakersfield, 17 de noviembre de 1994) es un ciclista profesional estadounidense que milita en las filas del conjunto Miami Nights.

## Palmarés
2021
- Joe Martin Stage Race, más 1 etapa

2023
- 2.º en el Campeonato de Estados Unidos en Ruta

## Equipos
- Axeon Hagens Berman (2016)
- Israel Cycling Academy[1] (2017-2018)
- L39ION of Los Angeles (2021-2023)